# Fàbrica de cervesa Moritz
La fàbrica de cervesa Moritz era un conjunt d'edificis situats als carrers de Casanova, Floridablanca i Ronda de Sant Antoni de Barcelona, dels quals es conserven els coneguts com a Cases Moritz, inclosos en l'Inventari del Patrimoni Arquitectònic Català.

## Història
El 1851, el mestre cerveser Louis Moritz Trautmann va arribar a Barcelona procedent de Pfaffenhoffen (Alsàcia). El 1854, el francès Ernest Ganivet va obrir una fàbrica de cervesa al carrer d'en Cirés, i el 1855 es va constituir la societat Ganivet i Cia, de la qual Moritz era soci industrial, encarregat de l'administració i la producció de la fàbrica, i l'alemany Celestí Zinsfomann soci capitalista. El 1856, aquest darrer es va retirar de la societat, que va passar a dir-se Luis Moritz y Cia, amb seu al carrer del Portal de Santa Madrona, i el 1859 va adquirir la fàbrica de cervesa de l'alemany Joan Maurer, situada al costat de la seva.
El 1864, Moritz va obrir una nova fàbrica al carrer de Casanova cantonada amb Floridablanca i la Ronda de Sant Antoni, una de les primeres a instal·lar-se a l'Eixample de Barcelona: Moritz, Luis; fabricante de cerveza, sucesor de Juan Maurer. Montada esta gran fábrica, por su estilo único en España, sin haber omitido medio para que esté al nivel de las del mejor sistema del estranjero, se halla en caso de poder satisfacer los pedidos que se le hagan, con su cerveza de la mejor calidad; advirtiendo que, para mayor comodidad de los consumidores tiene el establecimiento de la Rambla Sta. Madrona 28, con depósito y un salon preparado y amueblado propiamente para servir al por menor, al que también pueden dirigirse los pedidos. La fábrica [está] fuera de la puerta de S. Antonio, [en la] prolongacion de la c. de Valldoncella. La guia Barcelona en la mano de Josep Roca i Roca (1895) la descrivia així: «Moritz, Luis. Casanovas, 2, Ronda San Antonio, 35, 37 y 39, [actuals 37, 39 i 41] y Floridablanca, 161 y 163, [actuals 147 i 149] Barcelona. Gran fábrica alemana de cerveza, montada según los últimos adelantos. Tiene grandes máquinas para la fabricación de hielo y de enfriamento de los sótanos.»
A finals de segle, la fàbrica va ser arrendada a Ernest Petry Societat en Comandita, amb Christian Mez com a soci capitalista i Ernest Petry com a gerent, però mantenint la marca Moritz. El 1897 es va inaugurar la Cerveseria Moritz al carrer de Sepúlveda, 183 cantonada amb Muntaner, 2-4, que el 1910 es convertiria en la seu social del Futbol Club Barcelona sota la presidència de Joan Gamper.
Louis Moritz va morir el 1920, a l'edat de 90 anys, i el 1922 els seus hereus van crear la societat anònima Fábrica de Cervezas Moritz, amb Jacques (Jaume) Roehrich Muller (†1941), marit de Madeleine-Louise Moritz Moritz (†1941), com a gerent. En aquesta època, la fàbrica va ser objecte de diverses reformes i ampliacions en estil racionalista sota la direcció de l'arquitecte Ramon Puig i Gairalt (que residia al núm. 39), que hi va construir uns nous dipòsits subterranis de formigó armat. Abans de l'esclat de la Guerra Civil el 1936, l'empresa va arribar a produir el 34% del total del mercat català de la cervesa. El 22 d'agost del 1944, la fàbrica va ser assaltada per un grup armat del maquis.
A la dècada del 1960, les instal·lacions del carrer de Casanova resultaven insuficients per atendre la creixent demanda i el 1966, l'empresa es va associar amb la cervesera belga Lamot per a crear la societat anònima Cervezas Barcelona, que tenia com a soci financer Banca Catalana i va construir una gran fàbrica a Parets del Vallès: «Hemos creado una nueva y gran organización cervecera. En ésta se unen, los 100 años de experiencia de Fábrica de Cervezas Moritz, S. A., y las modernas instalaciones industriales de Cervezas Barcelona, S. A. El objetivo de esta organización es satisfacer los deseos del consumidor, ofreciendo todas las ventajas de una amplia variedad dentro de una especialización en la elaboración de la cerveza.» Tanmateix, la nova companyia no va acabar de funcionar i es va declarar en fallida el 1978.
El 2004, Daniel Roehrich Moritz (†2018) i els seus fills Jorge, Eduardo i Daniel Roehrich Saporta (Grupo Agora) van rellançar la marca Moritz des de la fàbrica de cervesa La Zaragozana de Saragossa, propietat de la família.

## Descripció
Es tracta de tres edificis contigus de planta baixa, cinc pisos i dues plantes subterrànies.

### Ronda de Sant Antoni, 39
Va ser projectat el 1924 per l'arquitecte Ramon Puig i Gairalt com a reforma d'un edifici existent, i actualment és la seu de les oficines de l'empresa. Disposa de cinc obertures en planta baixa; la central, el portal d'accés a les plantes superiors, està resolt amb llinda plana i flanquejat per sengles pilastres d'estil compost. Per sobre un fris amb mètopes i tríglifs, sobre del qual neixen les mènsules que suporten una cornisa. Aquesta serveix de base per un pedestal que enalteix una inflorescència de llúpol. Els dos portals que flanquegen el principal, a banda i banda, estan resolts amb arc rebaixat. La façana d'aquesta planta, està recoberta de pedra, mentre que les superiors estan revestides d'estuc i esgrafiades amb motius daurats. Les obertures dels pisos superiors, com tot l'edifici, es regeixen per un eix de simetria vertical. Es combinen els balcons correguts, al primer i darrer pis amb altres d'obertures monumentalitzades al segon i tercer pis, i d'altres de més senzilles al quart pis i les finestres dels laterals de l'edifici. L'immoble està rematat per un coronament esglaonat ornat amb plafons amb motius geomètrics. A l'interior, en el primer pis, s'hi ha recuperat pintures a l'oli als sostres durant el procés de restauració. Els trespols, de guix, imiten estructures d'artesanat de la fusta, amb pa d'or i plata de gran qualitat. Els espais buits d'aquesta ornamentació estan decorats amb motius repetitius i pintats a mà alçada.

### Ronda de Sant Antoni, 41
Va ser projectat el 1891 pel mestre d'obres Narcís Mundet com a residència del fabricant. Com en el cas anterior, presenta la planta baixa recoberta de pedra, mentre que les superiors estan revestides d'estuc i esgrafiades, en aquest cas, amb motius geomètrics. La façana presenta les obertures disposades a ritme regular, mantenint la geometria del conjunt. L'eix vertical és reforçat pels remats en forma de pilastres que delimiten els laterals de l'edifici i flanquegen l'obertura central de cada pis. A la planta baixa s'hi disposen cinc portes, la central de les quals dona accés als pisos superiors. Totes són de llinda plana, destacant-se al centre de la mateixa un plafó, a la manera d'una clau de volta destacada, que en el cas del portal central és aprofitat per esculpir-hi un medalló amb les inicials lm (Louis Moritz). En els pisos, totes les obertures disposen de balcons sostinguts per mènsules. En el primer pis totes les portes balconeres estan unides per un balcó corregut, mentre que en la resta de pisos el balcó central és independent i els dos laterals formen part d'una mateixa balconada correguda. Destaca en tots aquests balcons les baranes de ferro forjat amb plafons amb representacions daurades d'espigues de cereals. L'immoble està rematat per una cornisa sostinguda per mènsules sobre de la qual destaca, al centre, un timpà on s'hi representa esculpit un Gambrinus envoltat de barrils.

### Ronda de Sant Antoni, 43
Va ser projectat el 1895 per l'arquitecte Salvador Vinyals com a reforma i remunta d'un edifici existent per a residència dels treballadors qualificats de la fàbrica. Com en els casos anteriors, presenta la planta baixa recoberta de pedra, mentre que les superiors estan revestides d'estuc i esgrafiades, en aquest cas, amb motius geomètrics. El tractament ornamental de la façana del darrer pis es diferencia dels pisos inferiors. La façana presenta les obertures, cinc per planta, disposades a ritme regular, mantenint la geometria del conjunt, exceptuant únicament les de la planta baixa on s'hi disposen sis portals. D'esquerra a dreta trobem dos portals per cotxera de llinda plana, seguit de dos portals més alts i estrets resolts en arc rebaixat, una porta més petita, des de la que s'accedeix als pisos superiors, de llinda plana i, finalment un nou portal alt i rematat amb arc rebaixat, igual als anteriorment descrits. Destaca en la façana del primer al quart pis la presència de dues columnes adossades d'estil compost, policromes, que sustenten el voladís del balcó corregut que uneix totes les obertures del cinquè pis. Totes les obertures dels balcons estan resoltes amb arc rebaixat i tots ells disposen de barana de ferro forjat. Als pisos inferiors trobem un balcó corregut al primer pis que uneix les tres portes balconeres centrals, balconeres sense voladís al quart pis i, la resta són balcons individuals. Al cinquè pis, a diferència dels anteriors, trobem columnetes adossades entre cada obertura, doblades quan coincideixen amb les dues grans columnes dels pisos inferiors. L'immoble està coronat per una barana de pedra alternada amb pilars ornats amb motius geomètrics.

### Fàbrica Moritz Barcelona
L'arquitecte Jean Nouvel hi ha creat una plataforma d'oci, restauració i cultura, que rep el nom de Fàbrica Moritz Barcelona (2011) i inclou una microcerveseria on s'elabora cervesa fresca sense pasteuritzar, una cerveseria-restaurant, sales polivalents per a congressos i la Moritz Store, una botiga de productes Moritz. El projecte, de 4.500 m² en planta baixa i dos soterranis, conserva importants vestigis de l'antiga fàbrica, com els dipòsits de formigó armat de la dècada de 1920, passadissos de treball i cellers amb volta catalana, úniques a Barcelona. Hi ha també les antigues màquines restaurades, al costat de modernes instal·lacions per la fabricació de la cervesa, dels que destaquen les seves tines d'acer. S'han preservat també els paviments hidràulics originals, protegint-los amb una làmina de resina transparent. Aquests elements tradicionals es combinen amb una decoració en la que el joc de llums i colors càlids evoquen al color daurat de la cervesa. Diferents miralls, ubicats estratègicament, permeten observar detalls de la construcció, tant des de dins de l'immoble com a peu de carrer.

### Jardí vertical
La darrera peça destacada del conjunt és un pati interior en el que s'alça un frondós jardí vertical realitzat per Patrick Blanc, que cobreix un mur de formigó. Des d'aquí una escala condueix al museu Moritz.

## Galeria

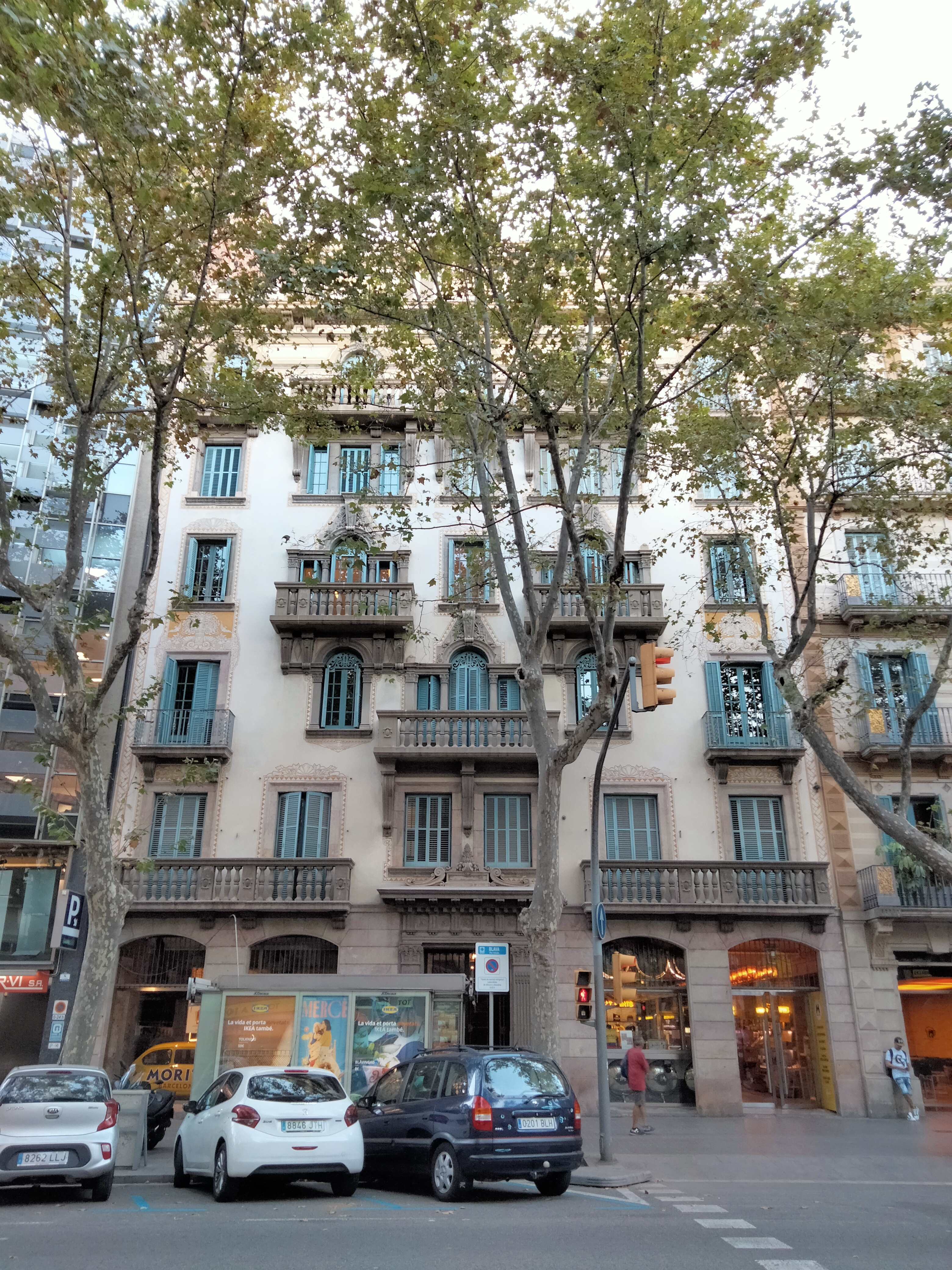
Ronda de Sant Antoni, 39
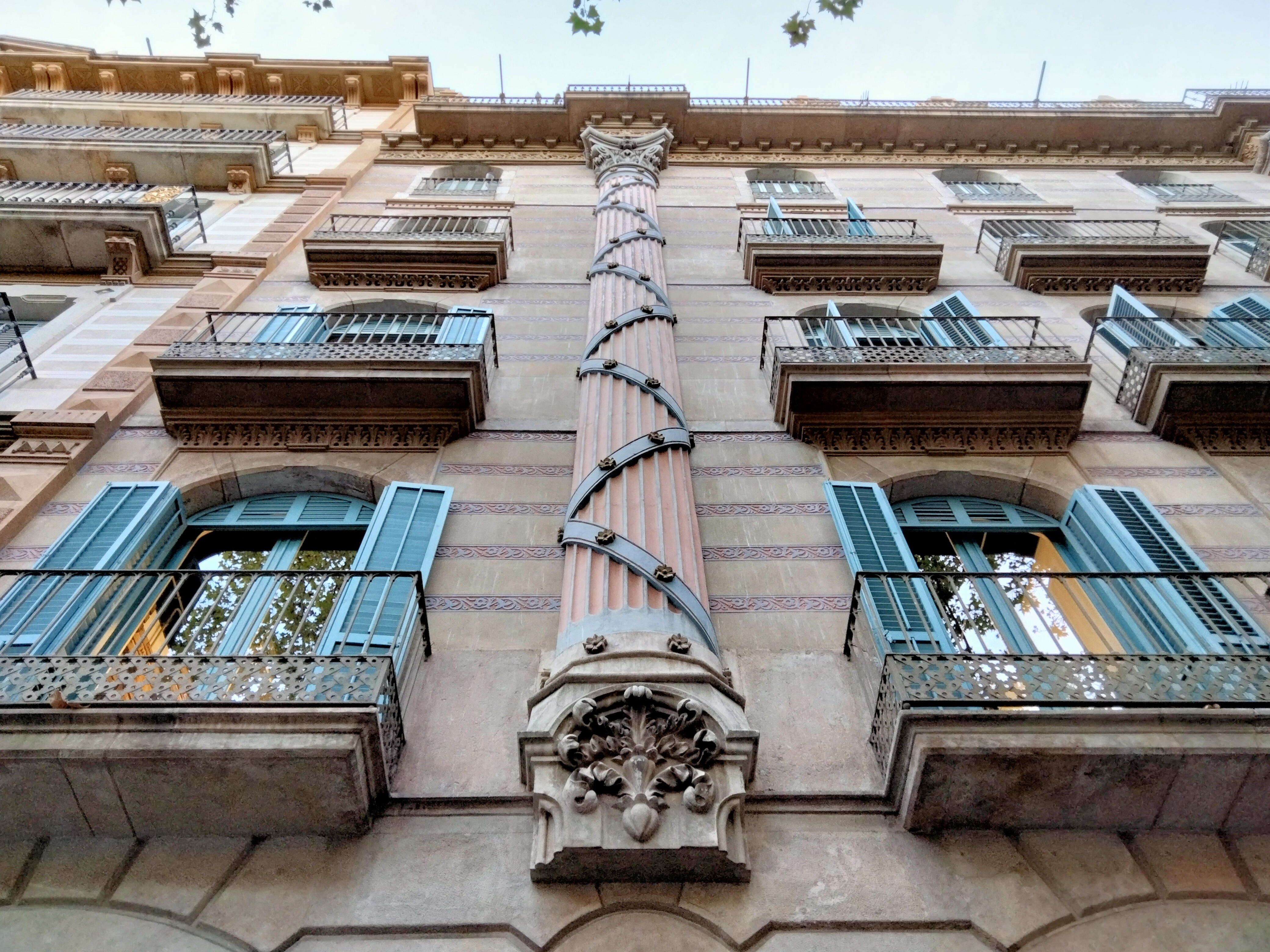
Ronda de Sant Antoni, 43
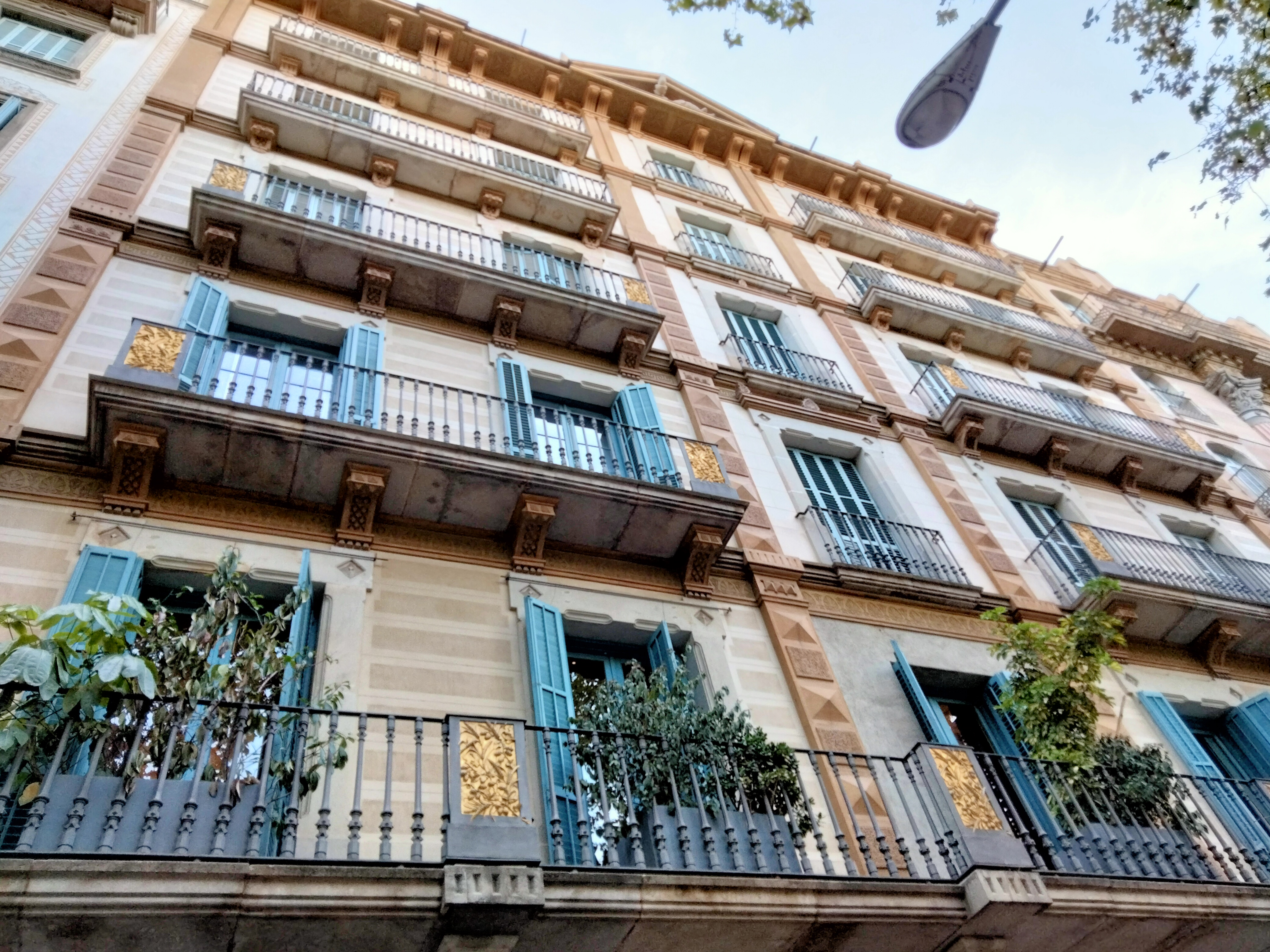
Ronda de Sant Antoni, 41
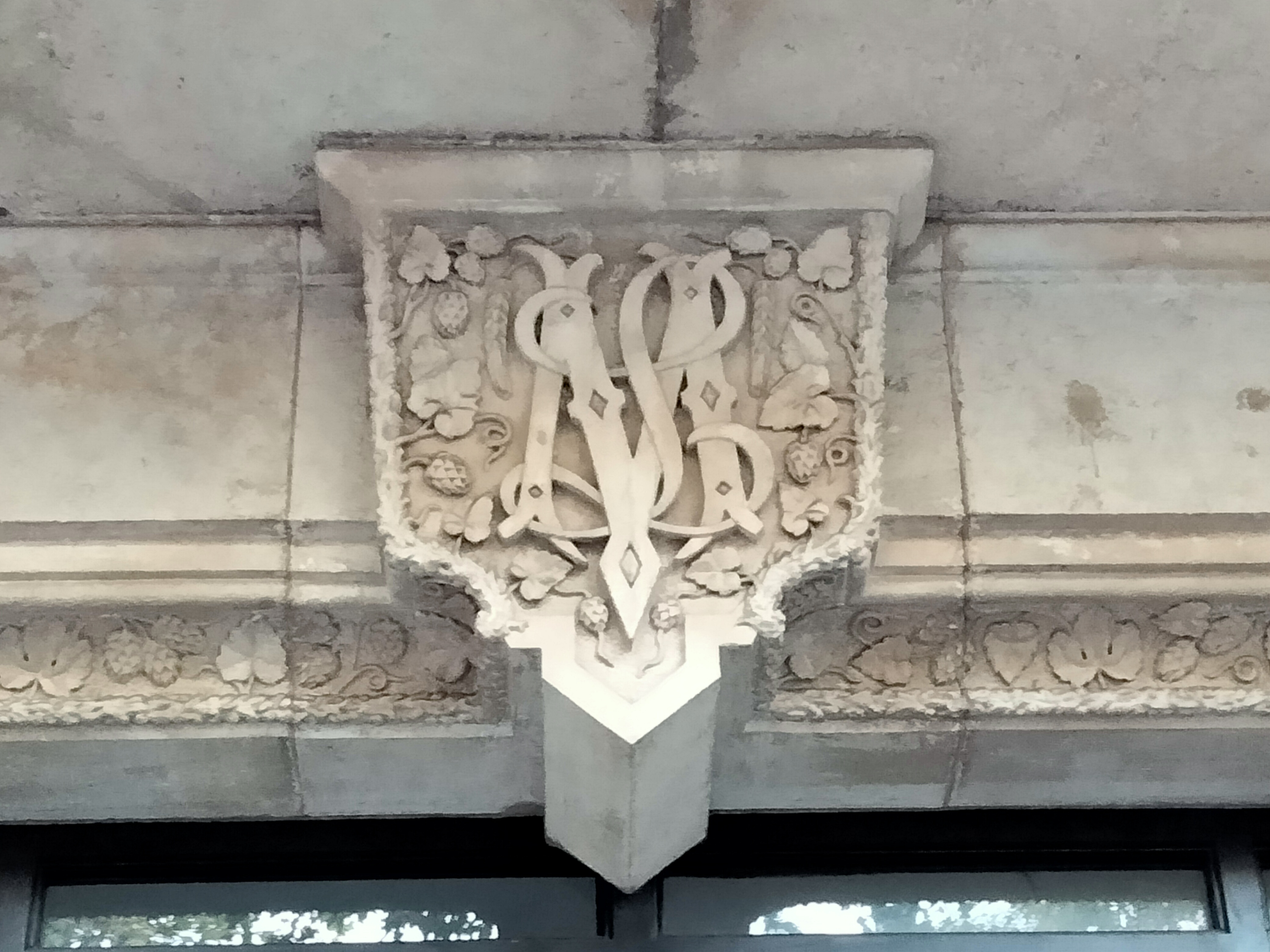
Clau de volta amb les inicials LM (Louis Moritz)
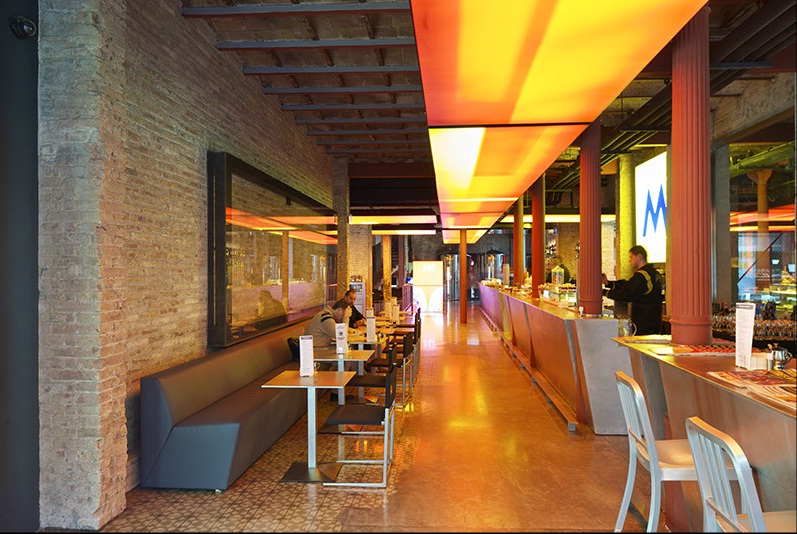
Barra de la Fàbrica Moritz Barcelona
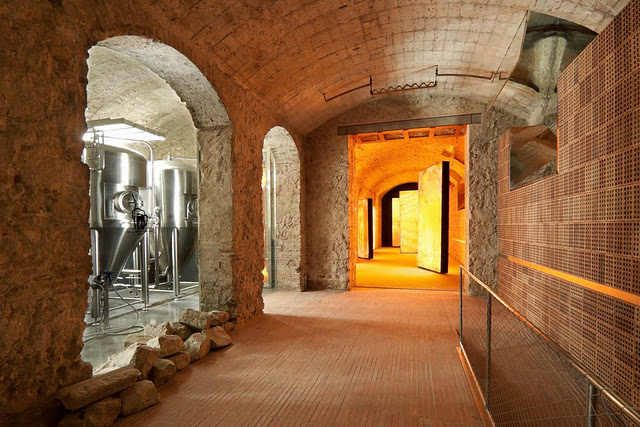
Soterranis de la Fàbrica Moritz Barcelona
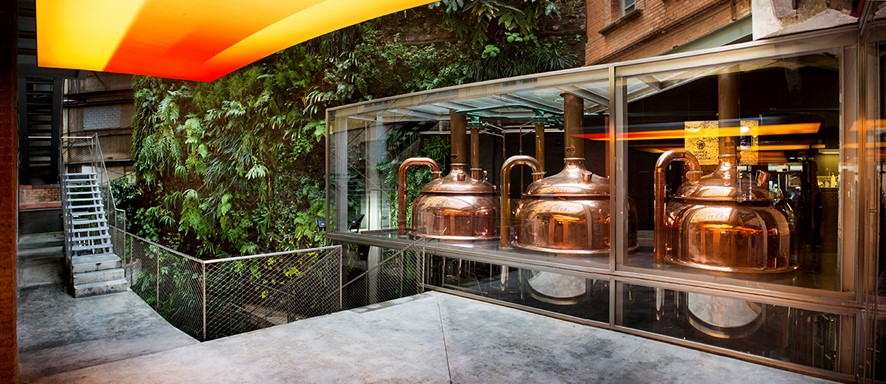
Jardí vertical i tines per a l'elaboració de cervesa del museu